# Tigridia mortonii
Tigridia mortonii är en irisväxtart som beskrevs av Elwood Wendell Molseed. Tigridia mortonii ingår i släktet Tigridia och familjen irisväxter. Inga underarter finns listade i Catalogue of Life.